# پاستا
پاستا یا خمیراک (به ایتالیایی: Pasta) به معنی خمیر، یک اصطلاح عمومی برای گونه‌های مختلف ایتالیایی رشته فرنگی (نودل)، درست شده از خمیر آرد، آب یا تخم مرغ است. پاستا حدوداً به ۳۵۰ شکل مختلف موجود است.
چند شکل معروف پاستا اسپاگتی، ماکارونی، فوسیلی، ریگاتونی، شلز، کاپلینی، پنه، لینگوئینی، بوکاتینی، تالیاتله، کامپانل، تورتلینی، راویولی و لازانیا (به صورت ورقه‌ای) هستند.
در ایران واژه ماکارونی به صورت گسترده برای اسپاگتی، به کار می‌رود.

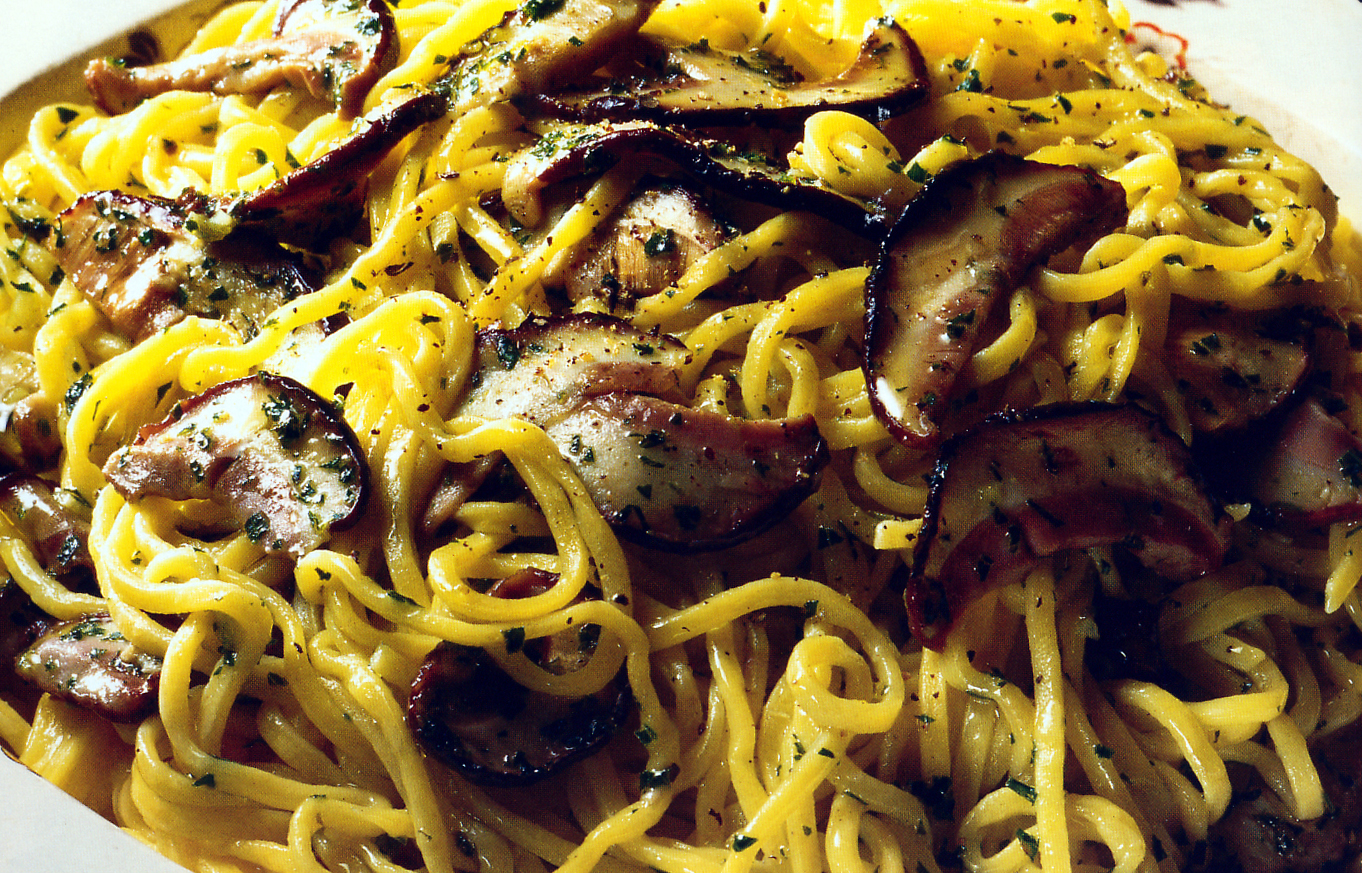
پاستا Tagliolini

## نگارخانه

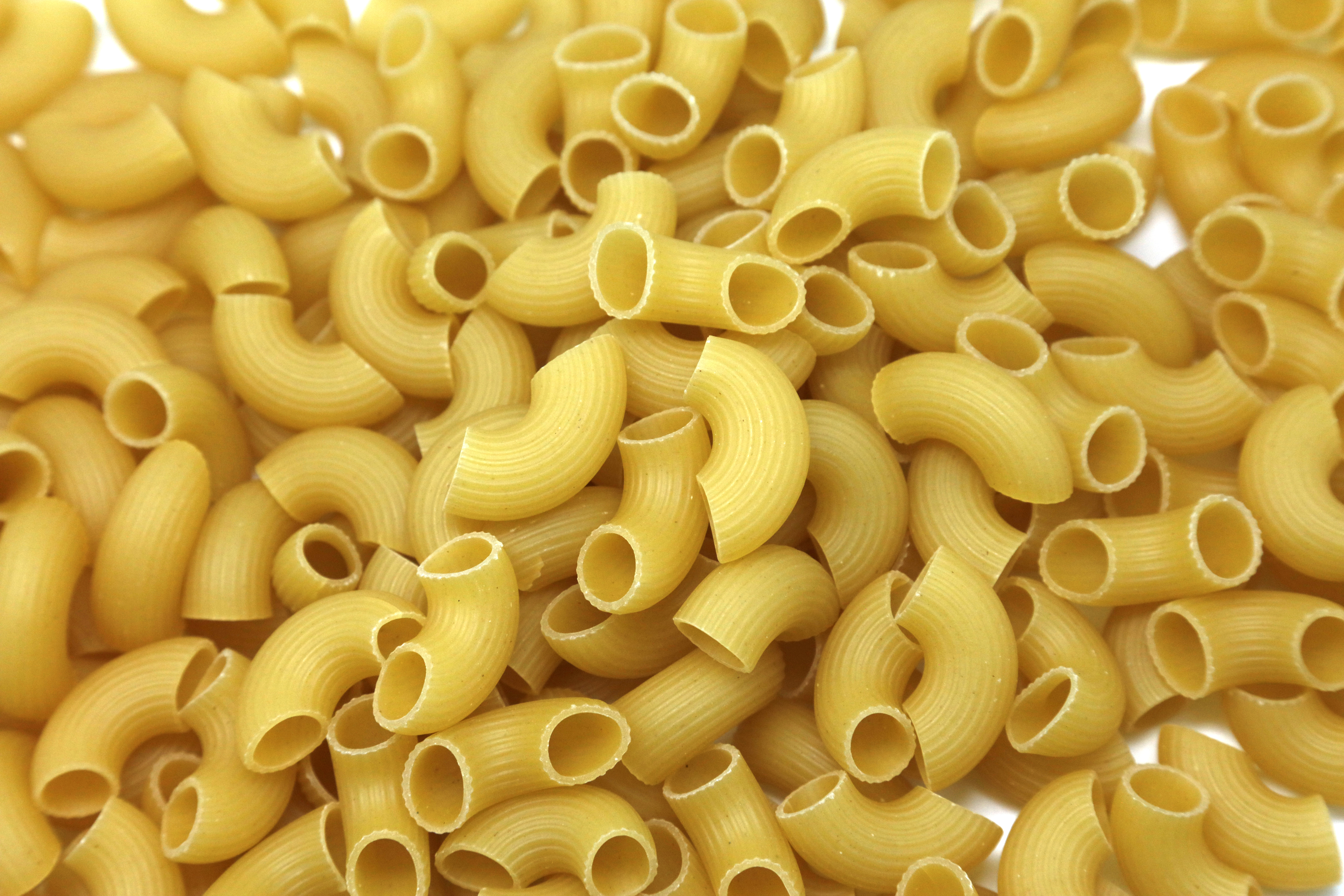
پاستا عمده
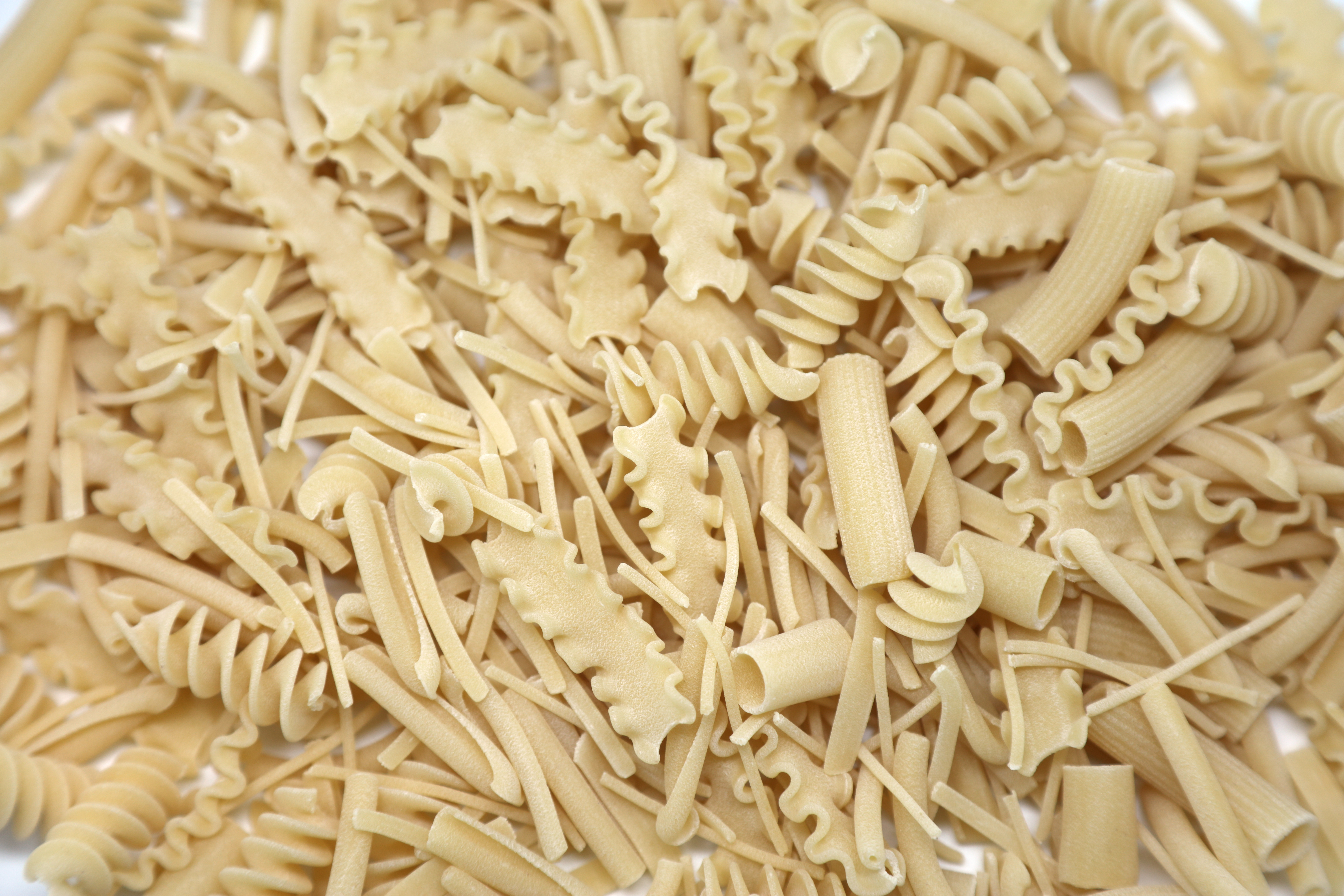
پاستا در طرح‌های متنوع
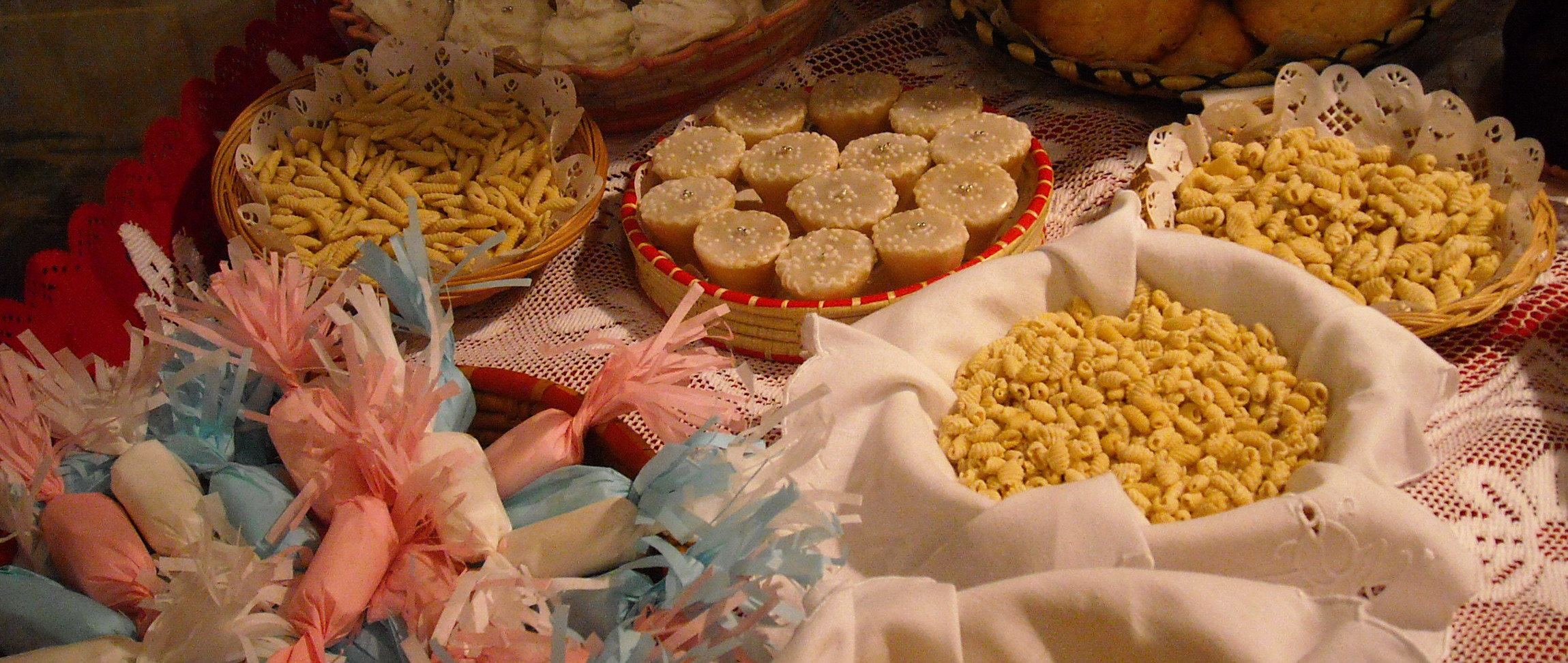
فروشگاه پاستا
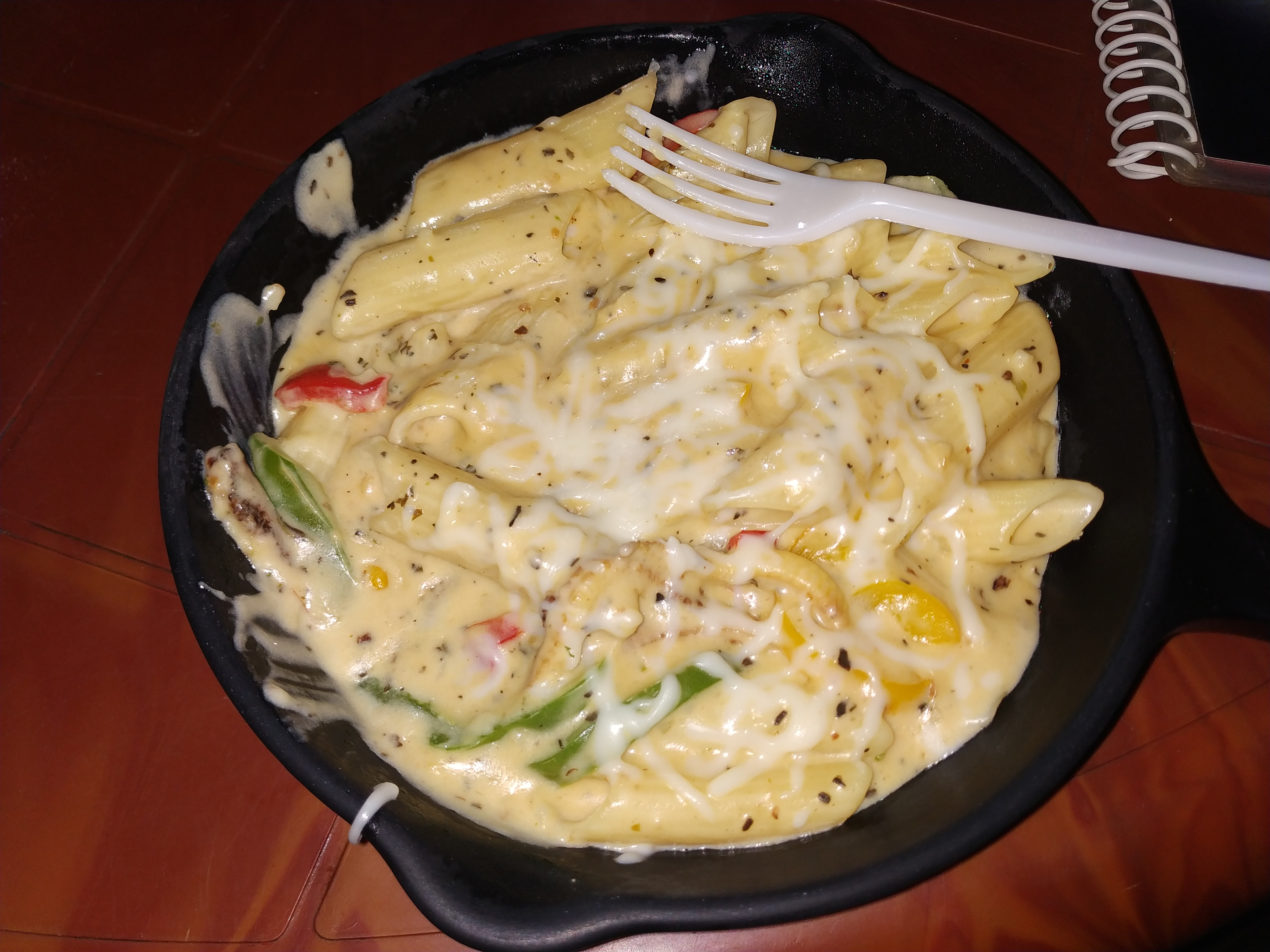
پاستا پخته شده